# Museum für Islamische Kunst (Kairo)

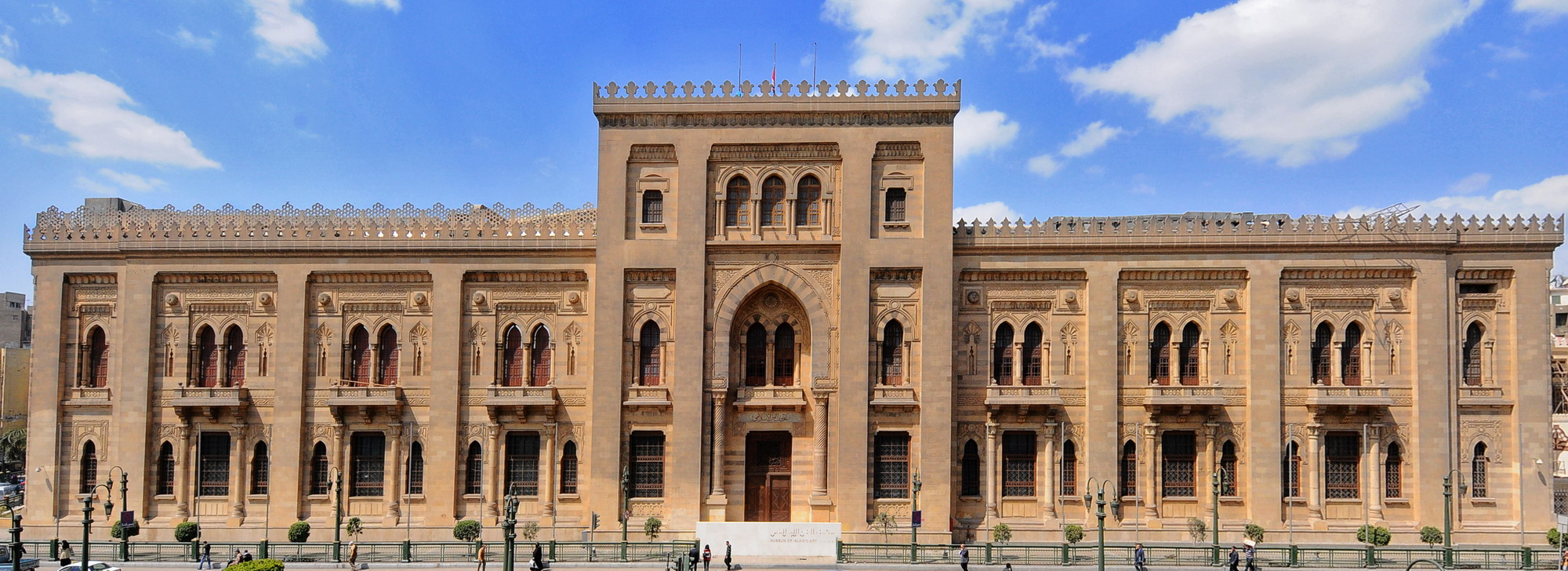
Das Museum für Islamische Kunst in Kairo

Das Museum für Islamische Kunst (arabisch متحف الفن الإسلامي بالقاهرة, DMG Matḥaf al-fann al-islāmī bi-l-Qāhira) in Kairo, Ägypten, gilt als eines der bedeutendsten Museen seiner Art weltweit. Dazu gehören eine außergewöhnliche Sammlung von seltenen Holzarbeiten, sowie Metall-, Keramik-, Glas-, Kristall- und Textilobjekten aus allen Epochen und Regionen der islamischen Welt.
Das Museum führte auch archäologische Ausgrabungen im Fustāt-Areal durch und organisierte eine Vielzahl von nationalen und internationalen Ausstellungen. Das Museum schloss für Renovierungsarbeiten im Jahr 2003 und wurde im August 2010 wieder eröffnet. Die Restaurierung kostete nahezu 10 Millionen US$.

## Geschichte

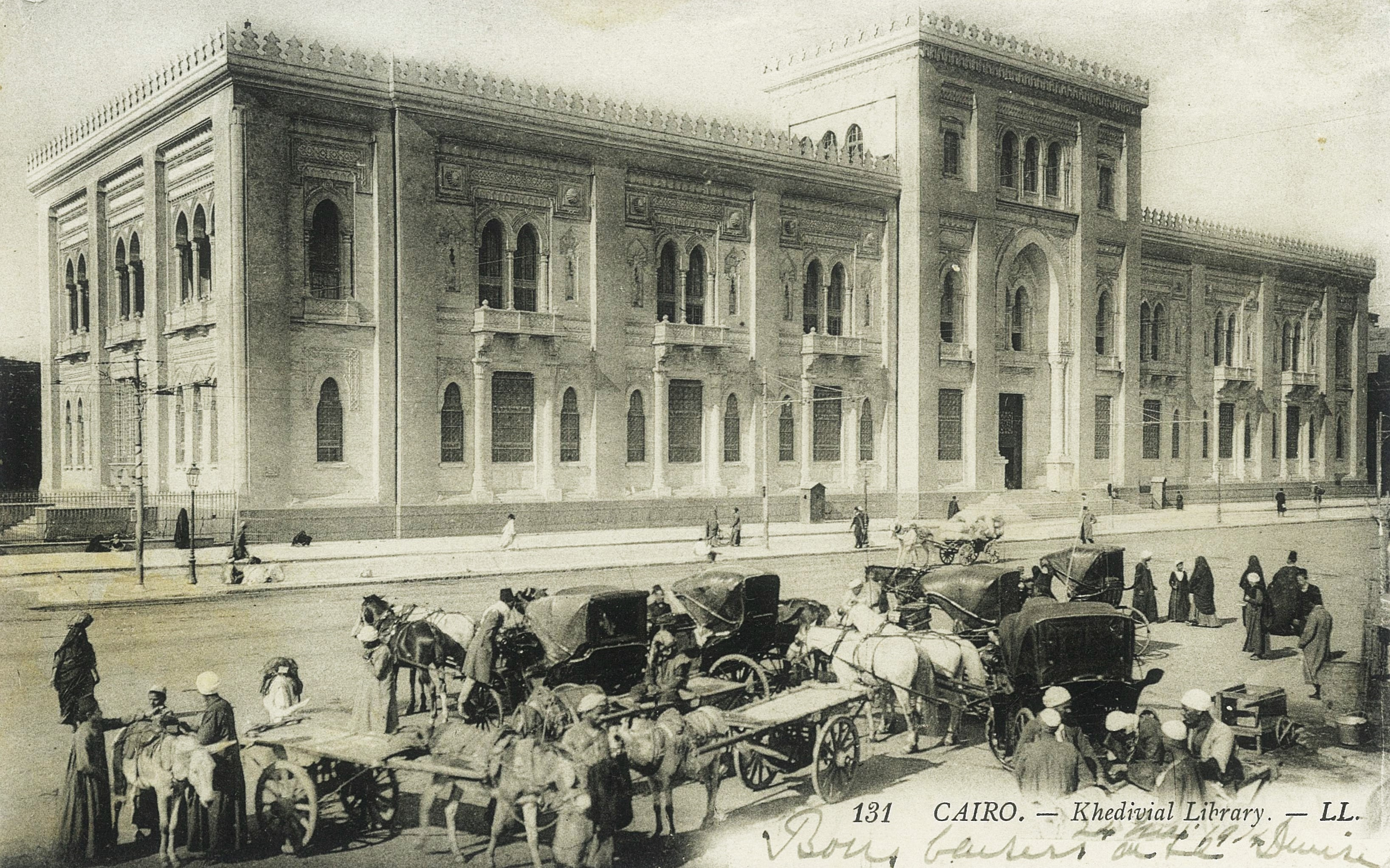
Das neue Museumsgebäude auf einer Postkarte von 1905

Der Gouverneur der osmanischen Provinz Ägypten, Ismail Pascha, befürwortete bereits 1858 einen Vorschlag für die Einrichtung eines Museums für Islamische Kunst im Hof der Baibars-Moschee. Dieser Vorschlag wurde aber erst 1880 realisiert, als Khedive Muhammad Tawfiq das Ministerium für religiöse Angelegenheiten (arabisch الأوقاف al-Awqāf) anwies die Pläne auszuführen.
Julius Franz, ein österreichischer Architekt und Leiter der technischen Fachabteilung des Ministeriums, schlug 1881 vor die Ruine der Moschee des fatimidischen Kalifen al-Hakim, neben dem Stadttor Bab al-Futuh gelegen, als provisorische Sitz für das Museum einzurichten. Dazu wurde in der östlichen Arkade eine Galerie eingerichtet, in der zunächst 111 architektonische Ausstellungsstücke von anderen Monumenten zu sehen waren.
Im gleichen Jahr berief Khedive Tawfiq ein „Komitee für Arabische Antiquitäten“, dessen Aufgabe die Leitung des Arabischen Museums war. Dazu gehörte auch die Beschaffung von Ausstellungsobjekten und den Erhalt der Monumente. Als Ergebnis waren die Arkaden bis zum geht nicht mehr überfüllt. Im Jahr 1884 wurde daher zusätzlich im Hof ein zweistöckiges Gebäude errichtet, um die Ausstellung von rund 900 Objekten zu ermöglichen, obwohl als Mitarbeiter lediglich ein Kurator und ein Pförtner zur Verfügung standen.
Im Jahr 1887 ersetzte Max Herz, ein Österreich-Ungar, Julius Franz und begann zahlreiche Veränderungen. Er schlug den damaligen Namen des Museums als Galerie für Arabische Antiquitäten (arabisch دار الآثار العربية Dār al-Āthār al-ʿArabiyya) vor. 1895 umfasste die Sammlung bereits 1641 Objekte und auch das neue Gebäude wurde zu eng. Daher bat er den Waqf ein größeres Museum zu bauen. Im Jahr 1899 wurde der Grundstein für ein größeres Gebäude im Bab-al-Khalq-Gebiet von Kairo gelegt.
Das neue und aktuelle Gebäude wurde von Alfonso Manescalo entworfen und 1902 im neo-mamlukkischen Stil errichtet. Das alte Gebäude in al-Hakim wurde in den 1970er Jahren abgerissen.

## Museumsgebäude
Das Museumsgebäude ist hin zur Altstadt Kairos ausgerichtet. Es besitzt zwei Eingänge; der eine an der nordöstlichen, der andere an der südöstlichen Seite gelegen. Ein schöner Garten mit einem Brunnen führte einst zum ersten Eingang, wurde aber später entfernt. Den Eingang an der Port Said Straße kennzeichnet eine luxuriöse Fassade mit reichhaltigen Dekorationen, die von der islamischen Architektur aus verschiedenen Epochen Ägyptens inspiriert ist. Das Museum ist ein zweigeschossiges Gebäude. Das Erdgeschoss enthält die Ausstellungsräume, das Obergeschoss die Ägyptische Nationalbibliothek. Im Keller befinden sich Lagerräume, die mit einer Renovierungswerkstatt verbunden sind.

## Bombenschaden

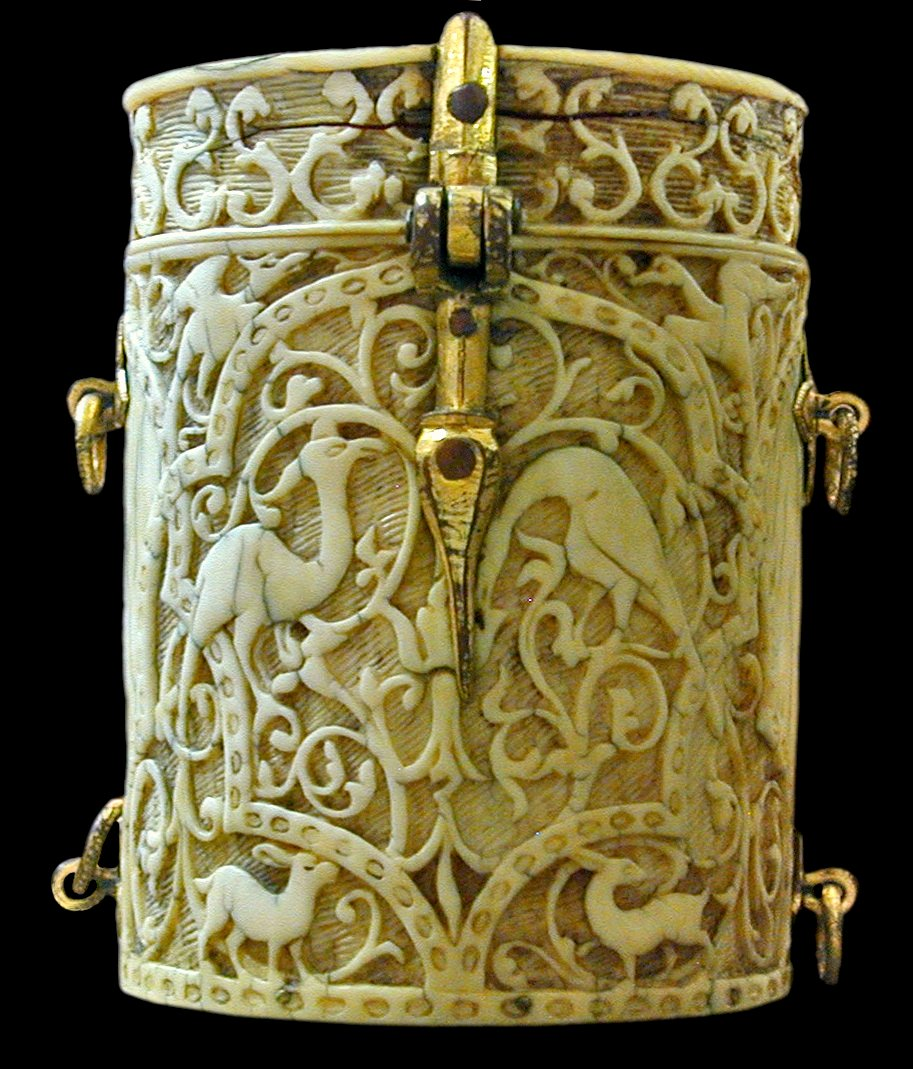
Aus Elfenbein geschnitzte Dose, 17. Jahrhundert

Am 24. Januar 2014 wurde das Museum durch eine Autobombe, die auf das gegenüber gelegene Polizeihauptquartier abzielte, schwer beschädigt und zahlreiche Artefakte zerstört. Schätzungen zufolge benötigten rund 20–30 % der Objekte eine Restaurierung. Die Explosion beschädigte auch die Fassade des Museumsgebäudes und zerstörte wertvolle Gestaltungselemente im islamischen Stil. Die im gleichen Gebäude ansässige Ägyptische Nationalbibliothek war ebenfalls betroffen.
Das Museum wurde im Januar 2017 wieder eröffnet.

## Sammlung
In den letzten Jahren zeigte das Museum rund 4500 Artefakte in 25 Räumen. Die gesamte Sammlung umfasst allerdings über 100.000 Objekte, deren nicht ausgestellter Teil in Lagern aufbewahrt wird. Die ältesten Objekte stammen aus der Umayyadenzeit im 7. Jahrhundert, die jüngsten aus dem osmanischen Reich des 19. Jahrhunderts.
Die Sammlung umfasst Fundstücke aus Ägypten, Nordafrika, al-Andalus, der Arabischen Halbinsel und dem Iran aus dem 7. bis 19. Jahrhundert. Die ausgestellten Objekte des rechten Flügels des Museums sind in Umayyaden-, Abbasiden-, Ayubiden-, Mamluken- und Ottomanenzeit unterteilt. Die ausgestellten Objekte des linken Flügels des Museums sind in Abschnitte nach Wissenschaft, Astronomie, Kalligraphie, Münzen, Steinen und Textilien unterteilt.
Die Sammlung umfasst unter anderem seltene Manuskripte des Korans, darunter Exemplare mit Kalligrafien aus silberner Tinte und kostbar ornamentierten Seiten.

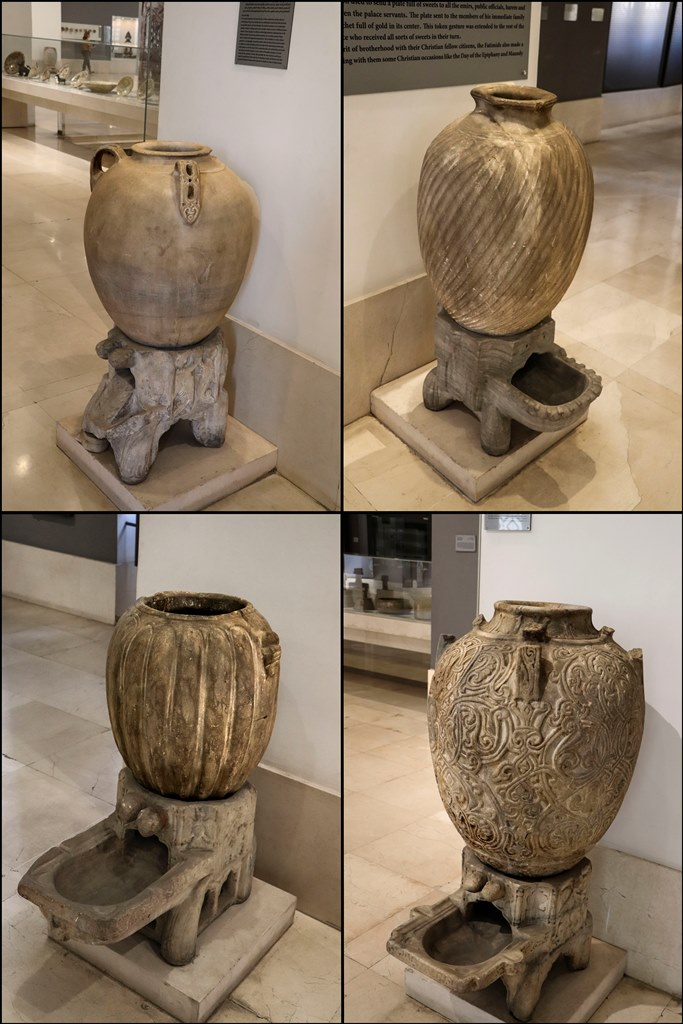
Wasserkrüge mit Untersatz aus Marmor mit eingravierten Ornamenten
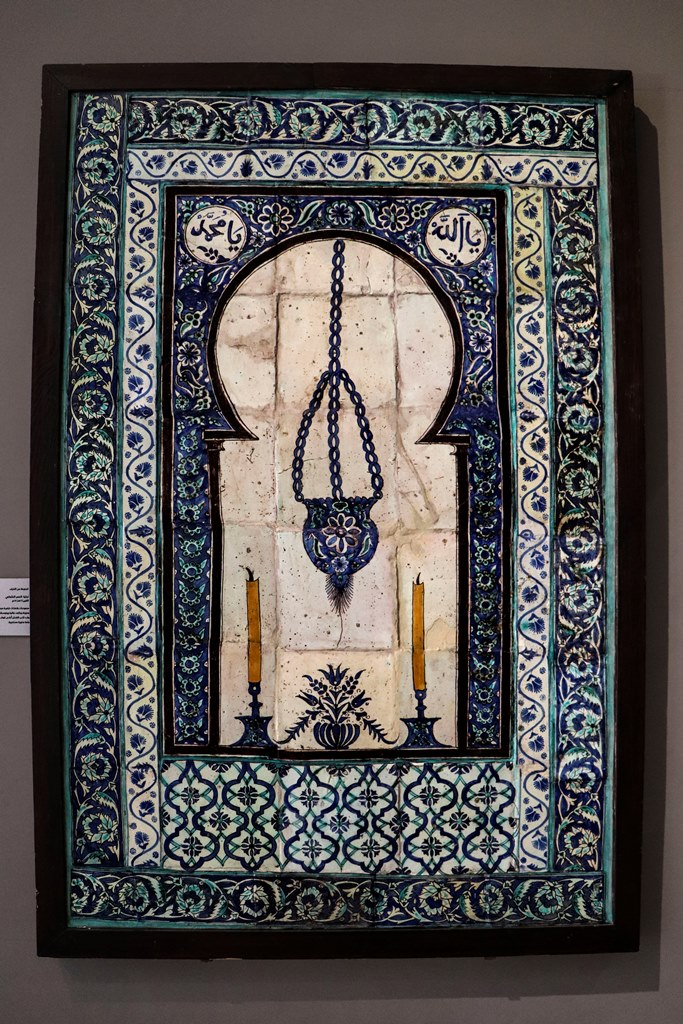
Bemaltes Paneel von Keramikplatten mit transparentem Glasurüberzug, 17. Jahrhundert

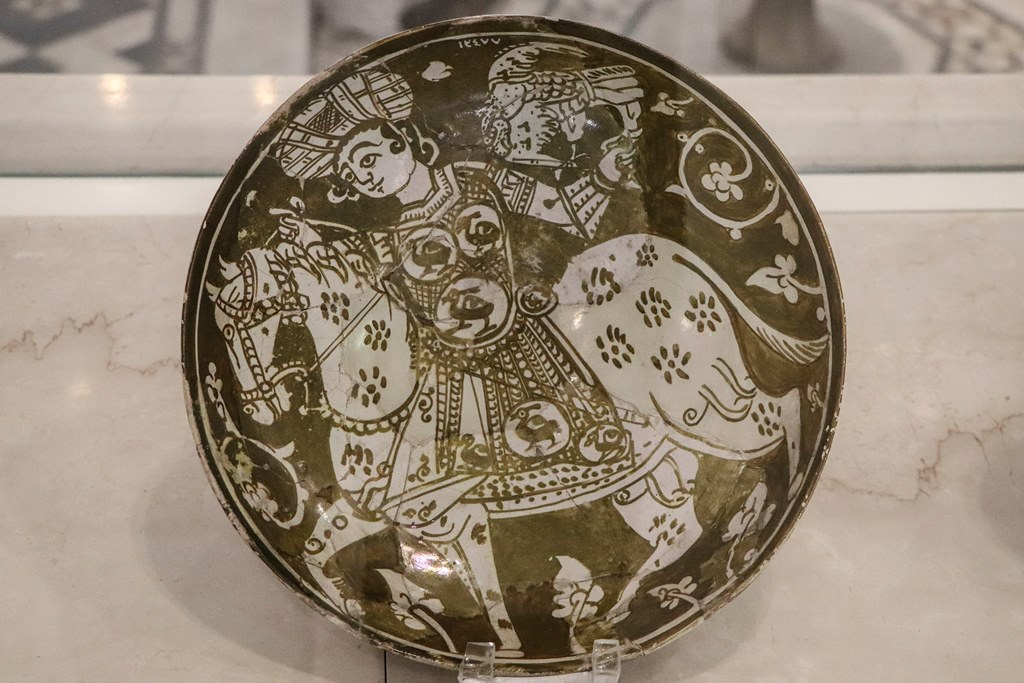
Bemalte große Schale, Fatimid-Ära
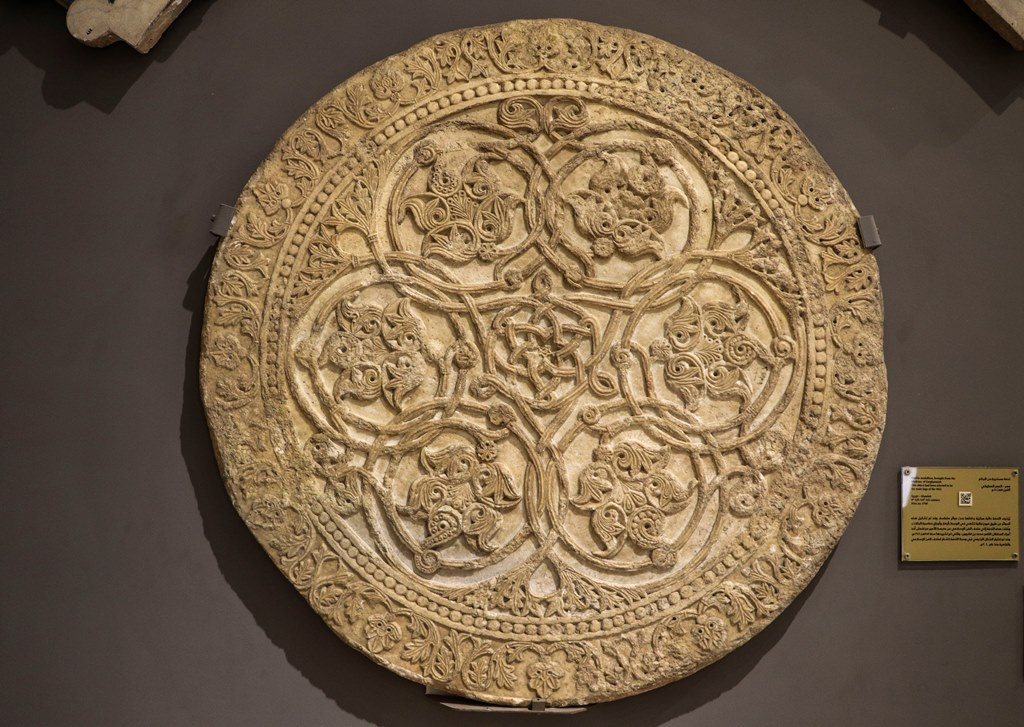
Marmormedaillon, Logo des Museums
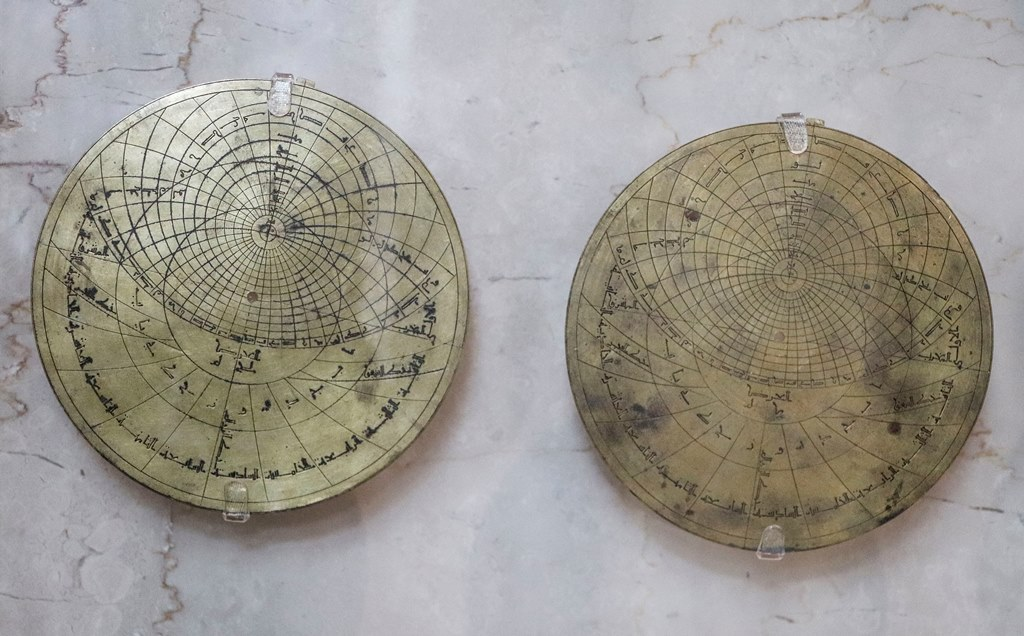
Zwei Astrolabien aus Kupfer, 14. bis 18. Jahrhundert
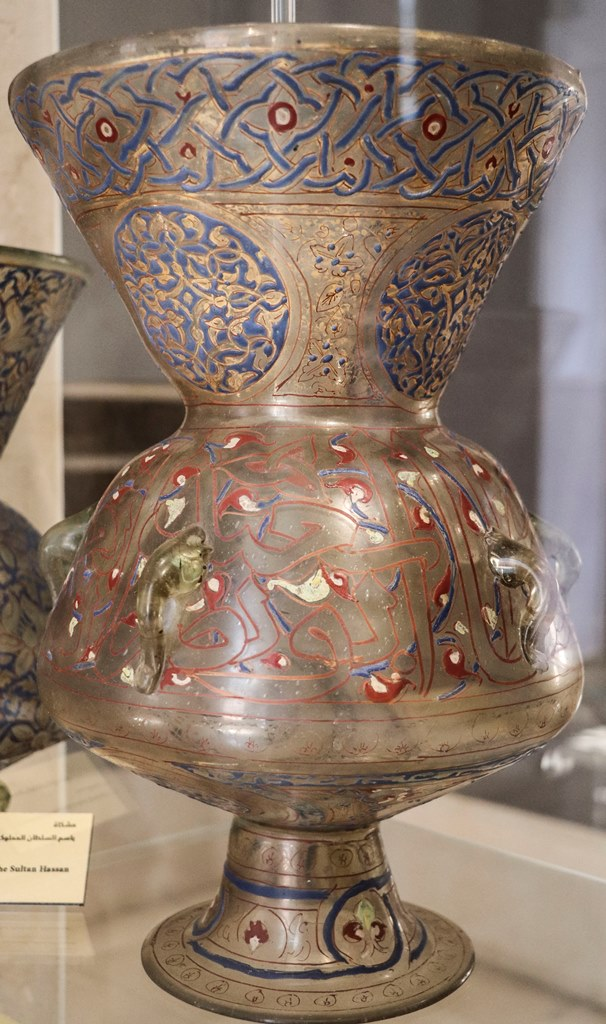
Vergoldete und emaillierte Moschee-Lampe, Mamlukenzeit